# Cząstka swobodna
W nierelatywistycznej mechanice kwantowej cząstkę swobodną opisuje czasowe równanie Schrödingera
{\displaystyle -{\frac {\hbar ^{2}}{2m}}\Delta \psi ({\vec {x}},t)+U(x)\psi ({\vec {x}},t)=\mathrm {i} \hbar {\frac {\partial \psi ({\vec {x}},t)}{\partial t}}}
z potencjałem {\displaystyle U(x)=0} (na cząstkę nie działa żadna siła). Rozwiązaniem tego równania jest kombinacja liniowa fal płaskich (paczką falową)
{\displaystyle \psi ({\vec {x}},t)=\sum _{i}c_{k}\exp(\mathrm {i} {\vec {k}}_{i}{\vec {x}}-\mathrm {i} \omega _{i}t),}
gdzie {\displaystyle {\vec {p}}=\hbar {\vec {k}}} jest pędem cząstki, {\displaystyle {\vec {k}}={\vec {e}}k} {\displaystyle ({\vec {e}}\cdot {\vec {e}}=1)} a {\displaystyle k={\frac {2\pi }{\lambda }}} jest wektorem falowym skierowanym wzdłuż wektora jednostkowego {\displaystyle {\vec {e}}} dla fali monochromatycznej o długości {\displaystyle \lambda .} Energia takiej fali jest równa:
{\displaystyle E_{i}={\frac {p^{2}}{2m}}={\frac {\hbar ^{2}{\vec {k}}_{i}^{2}}{2m}}=\hbar \omega _{i}.}
Równanie to opisuje zależność dyspersyjną energii od wektora falowego, zależność ta określa prędkość grupową paczki falowej:
{\displaystyle v_{\mathrm {gi} }={\frac {\partial \omega _{i}}{\partial k_{i}}}.}
Dla cząstki nierelatywistycznej otrzymujemy:
{\displaystyle {\vec {v}}_{\mathrm {g} }={\frac {\hbar {\vec {k}}}{m}}={\frac {\vec {p}}{m}},}
podobnie jak w mechanice klasycznej.